# To Hot to Stop
To Hot to Stop är ett album av funkbandet The Bar-Kays, utgivet 1976.

## Låtlista
1. "Too Hot to Stop, Pt. 1" - 6:31
2. "Cozy" - 3:36
3. "Bang, Bang (Stick 'Em Up)" - 3:48
4. "Spellbound" - 5:05
5. "Shake Your Rump to the Funk" - 3:52
6. "You're So Sexy" - 3:53
7. "Summer of Our Love" - 4:25
8. "Whitehouseorgy" - 4:48